# Литягин, Михаил Фёдорович
Михаил Фёдорович Литягин (6 августа 1924 — 8 марта 1995) — радист-пулеметчик танка Т-34 62-й гвардейской танковой бригады (10-й гвардейский танковый корпус, 4-я танковая армия, 1-й Украинский фронт), гвардии старшина, полный кавалер ордена Славы.

## Биография
Родился 6 августа 1924 года в городе Усть-Лабинск Краснодарского края.
В Красной Армии и в боях Великой Отечественной войны с 1942 года. Воевать начал во взводе пешей разведки стрелкового полка.
10 марта 1944 года у населенного пункта Западница в районе города Каменец-Подольский Хмельницкой области Украины экипаж танка, в котором был гвардии старший сержант Литягин, успешно отбил атаку противника, уничтожив при этом до 60 немецких солдат и офицеров, а также 10 повозок с боеприпасами. 21 апреля 1944 года награждён орденом Славы 3-й степени.
В ходе дальнейшего наступления гвардии старший сержант Литягин уничтожил из пулемета до пятидесяти вражеских солдат и офицеров. Экипаж, где он был радистом-пулеметчиком, подбил два танка, сжег шесть автомашин, восемь бронетранспортеров, три противотанковых орудия и истребил более двухсот противников. 13 августа 1944 года награждён орденом Славы 2-й степени.
На подступах к Берлину танк был подбит. Целую ночь, пока другие члены экипажа занимались ремонтом, Литягин отбивал из пулемета атаки немцев, пытавшихся подобраться к танку. С утра продолжили штурм вражеских укреплений.
Указом Президиума Верховного Совета СССР от 27 июня 1945 года за мужество, отвагу и героизм гвардии старшина Литягин Михаил Фёдорович награждён орденом Славы 1-й степени. Стал полным кавалером ордена Славы.
В декабре 1945 года уволен в запас, работал шахтёром. Участвовал в телепередаче «Солдатские мемуары» Константина Симонова. Скончался 8 марта 1995 года в Макеевке.